# Darkwing Duck (TurboGrafx-16)
Darkwing Duck es un videojuego de plataformas para la videoconsola TurboGrafx-16 basado en la serie de animación Pato Darkwing. Fue diseñado por Interactive Designs y Radiance Software, y publicado por Turbo Technologies Inc. en 1992.

## Argumento
Steelbeak (Picacero en español) ha reclutado a algunos de los más peligrosos criminales de St. Canard para ayudar a construir el arma criminal definitiva. Como resultado, S.H.U.S.H. solicita la ayuda del pato Darkwing para detenerlos. Hay pocas pistas aparte de una foto de los criminales mirando una pintura robada. Para llevar a Steelbeak ante la justicia, Darkwing deberá explorar la ciudad para hallar las piezas del puzle que revelen la localización del villano.

## Jugabilidad
El jugador combate a los enemigos mientras recolecta las piezas del puzle desperdigadas a lo largo de los tres primeros niveles.
El ataque primario del jugador es saltar sobre las cabezas de los enemigos. También se puede usar una pistola de gas, aunque sólo puede usarse si se dispone de munición. Hay tres tipos de munición que, según su tipo (color), sirven para confundir, dormir o noquear al enemigo. Se puede usar petardos para acabar con todos los enemigos en pantalla y hay dispersos power-ups que pueden ser recogidos proporcionando vidas extra o invulnerabilidad temporal.